# Masaši Kišimoto
Masaši Kišimoto, japonski risar, * 8. november 1974, Okajama, Japonska.
Znan je kot kreator priljubljene manga serije z naslovom Naruto.

## Življenje in delo
Masaši Kišimoto je mangaka, tj. avtor japonskih manga stripov, svetovno znane manga serije Naruto. 
Rodil se je v majhnem mestecu Okajama na Japonskem. Takrat je bila v njegovem kraju navada, da pred novorojenca položijo abak (računalo), čopič in denar, da bi ugotovili, kaj bo otrok v življenju postal. Medtem ko je njegov brat dvojček Seiši posegel po čopiču, je Kišimoto brez obotavljanja segel po denarju. 
V mladih letih je rad kiparil, oblikoval in sestavljal modelčke avtomobilov. V osnovni šoli je igral bejzbol in sodeloval v likovnem krožku. Risati je začel že v otroštvu, vendar je bil precej starejši, ko si je zares zaželel postati mangaka. 
Med študijem na Fakulteti za umetnost je izdal svojo prvo serijo stripov in zanjo dobil nagrado Hop Step, ki jo mesečno amaterskim mangakom podeljuje založba Shonen jump. Po diplomiranju na Fakulteti za umetnost je Kišimoto neutrudljivo delal na svoji naslednji seriji Naruto. Po veliko verzijah in izboljšavah je serija Naruto uzrla luč sveta leta 1999 in kmalu zatem postala to, kar je danes. 
O njegovem življenju ni veliko objavljenega, Kišimoto redko govori o svojem življenju, njegove mange pa imajo številne oboževalce med mladimi in starimi po vsem svetu. 